# استارلایت اکسپرس
استارلایت اکسپرس (انگلیسی: Starlight Express) یک موزیکال محصول سال ۱۹۸۴ با موسیقی از اندرو لوید وبر و ترانه‌هایی از ریچارد استیلگو است. این موزیکال داستان یک لوکوموتیو بخار قدیمی به نام راستی را روایت می‌کند که با وجود کهنه بودن، در مسابقه‌ای با قطارهای مدرن دیزلی و برقی شرکت می‌کند تا دل واگن درجه یک مشاهده‌ای به نام پرل را به دست آورد. یکی از ویژگی‌های منحصربه‌فرد این موزیکال، اجرای بازیگران بر روی رول‌اسکیت است. موزیکال استارلایت اکسپرس با ۷۴۰۹ اجرا در لندن، نهمین نمایش پرفروش و طولانی مدت در تاریخ وست اند محسوب می‌شود. این موزیکال در آلمان نیز موفق‌ترین اثر نمایشی از این نوع بوده و از سال ۱۹۸۸ در سالن تئاتری که به طور ویژه برای آن ساخته شده، به اجرا درآمده است. این موزیکال همچنین دارای رکورد جهانی گینس برای بیشترین بازدید از یک موزیکال در یک سالن تئاتر واحد است.